# Schoberriegl
Schoberriegl är en ås i Österrike.   Den ligger i förbundslandet Kärnten, i den centrala delen av landet, 240 km sydväst om huvudstaden Wien. Schoberriegl ingår i Gurktaler Alpen.
I omgivningarna runt Schoberriegl växer i huvudsak blandskog. Runt Schoberriegl är det ganska tätbefolkat, med 56 invånare per kvadratkilometer.